# Kitaca

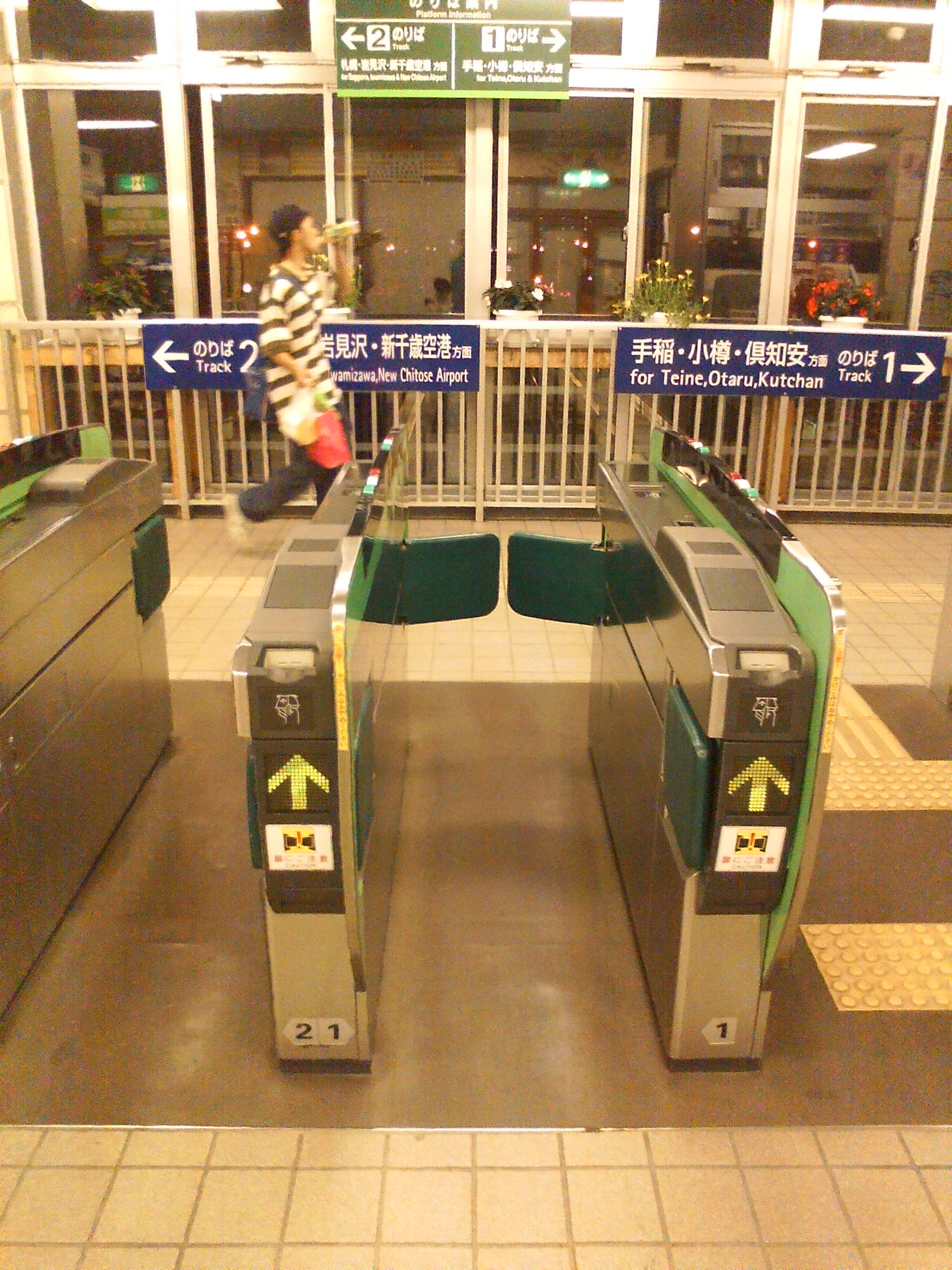
能使用Kitaca的自動剪票閘門（2008年7月6日發寒中央站攝）

Kitaca是一種可再充值、非接觸式的智能卡形式的乘車票證，適用於北海道旅客鐵道（JR北海道）。此智能卡於2008年10月25日正式發卡。2009年1月底為止已發行約10萬張。採用索尼公司的FeliCa技術。
「Kitaca」也是JR北海道的註冊商標。

## 簡介
Kitaca為RFID規範之非接觸式票卡，在2008年10月25日開始使用，僅適用於札幌市周圍的54個JR車站，包括無人管理車站。票卡背面右下角卡號開頭為「JH」，代表JR北海道的英文「JR Hokkaido」。

觸碰即走方式圖解

和其他同類票卡一樣，Kitaca的建議使用方式為「觸碰即走」，即把票卡或裝有票卡的車票夾或皮夾直接觸碰閘機的感應部分。

## 沿革
- 2006年（平成18年）
  - 4月27日：JR北海道宣佈引入IC卡進出閘系統。
- 2007年（平成19年）
  - 6月13日：IC卡的名稱決定為Kitaca。
- 2008年（平成20年）
  - 10月25日：Kitaca啟用。於札幌站、小樽站、手稻站、桑園站、江別站、岩見澤站、新札幌站、千歲站、苫小牧站9站限定發售10,000張紀念Kitaca（2,000日圓）。
- 2009年（平成21年）
  - 1月21日：恢復記名、不記名Kitaca的發售。
  - 1月28日：啟用後發售數量累計突破10萬張[1]。
  - 3月14日：Kitaca電子貨幣服務與Suica開始互相使用[2]。於札幌站發售限定10,000張紀念Kitaca（2,000日圓）。
  - 10月25日：於札幌站發售限定10,000張推出1周年紀念Kitaca（2,000日圓）。啟用後發售張數累計突破20萬張[3]。
- 2011年（平成23年）
  - 3月1日：AEON卡Kitaca開始發行。
- 2013年（平成25年）
  - 3月23日：與Kitaca、Suica、TOICA、ICOCA、SUGOCA、PASMO、manaca、PiTaPa、nimoca、快捷卡開始互相使用（電子貨幣PiTaPa除外）[4]。於札幌站限定發售5,000張開始交通系IC卡全國互相使用服務紀念Kitaca（2,000日圓）[5]。
- 2017年（平成29年）
  - 3月4日：可使用Kitaca路段的千歲線美美站廢除。此站是首次有交通系IC卡全國互相使用服務車站廢除。
- 2022年（令和4年）
  - 3月12日：可使用Kitaca路段的札沼線ROYCE' Town站开业。此站是首次Kitaca区域内增设的車站。
  - 3月20日：在网络上發售限定ROYCE' Town站开业纪念Kitaca（3,500日圓，含1,500日圓车资及巧克力套装）[6]。

- 2024年（令和6年）
  - 3月16日：函館範圍（函館本線函館站－新函館北斗站間）以及旭川範圍（岩見澤站－旭川站間）啟用Kitaca[7]。同時開始發售殘疾人用Kitaca[8]。此次是Kitaca自2008年啟用以來首次大規模擴大使用範圍。
- 2027年（令和9年）
  - 春天以後：Kitaca範圍預定發售Mobile Suica定期券[9]。

## 使用範圍

### JR北海道
可在以下的69個車站（包括無人站）使用。原則上有人站在自動檢票機使用，無人站在簡易Kitaca驗票機使用。
札幌、旭川範圍
- 函館本線
小樽站—札幌站—岩見澤站—旭川站間
- 千歲線
白石站—沼之端站間、南千歲站—新千歲機場站間（全線）
- 室蘭本線
沼之端站—苫小牧站間
- 札沼線（學園都市線）
桑園站—北海道醫療大學站間（全線）

函館範圍
- 函館本線
函館站—新函館北斗站間

- 無人站車掌回收乘車券類之時需提示車掌以觸碰Kitaca等閘機。至於一人列車則在下車時提示司機以觸碰簡易Kitaca閘機。

須要注意的是，乘客不能使用Kitaca等智能車票，經追分站往返苫小牧與岩見澤站，必須使用千歲線與函館本線往返。

## 外部連結
- （日語） Kitaca （页面存档备份，存于） JR北海道